# Panzerballett

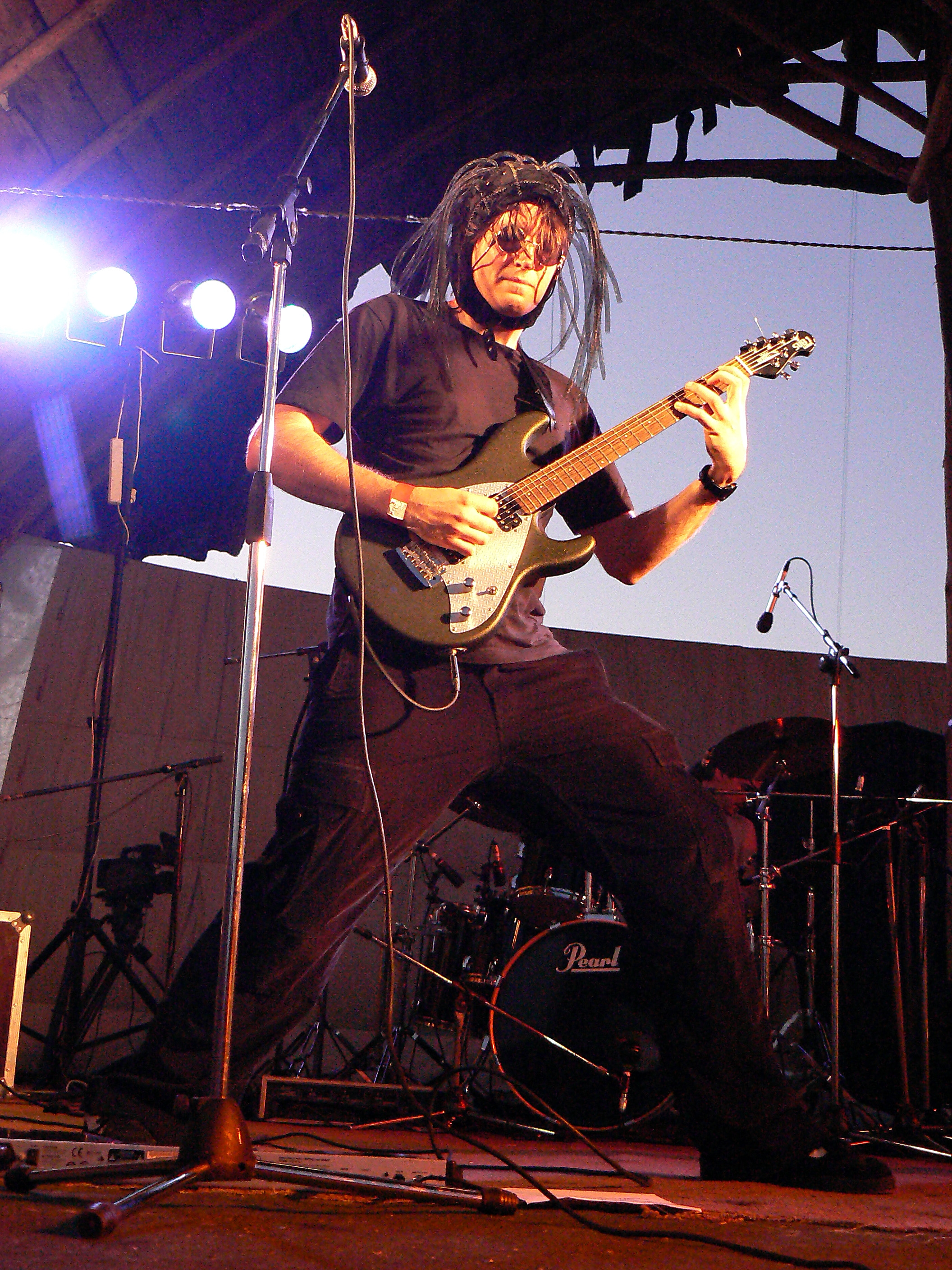
Jan Zehrfeld

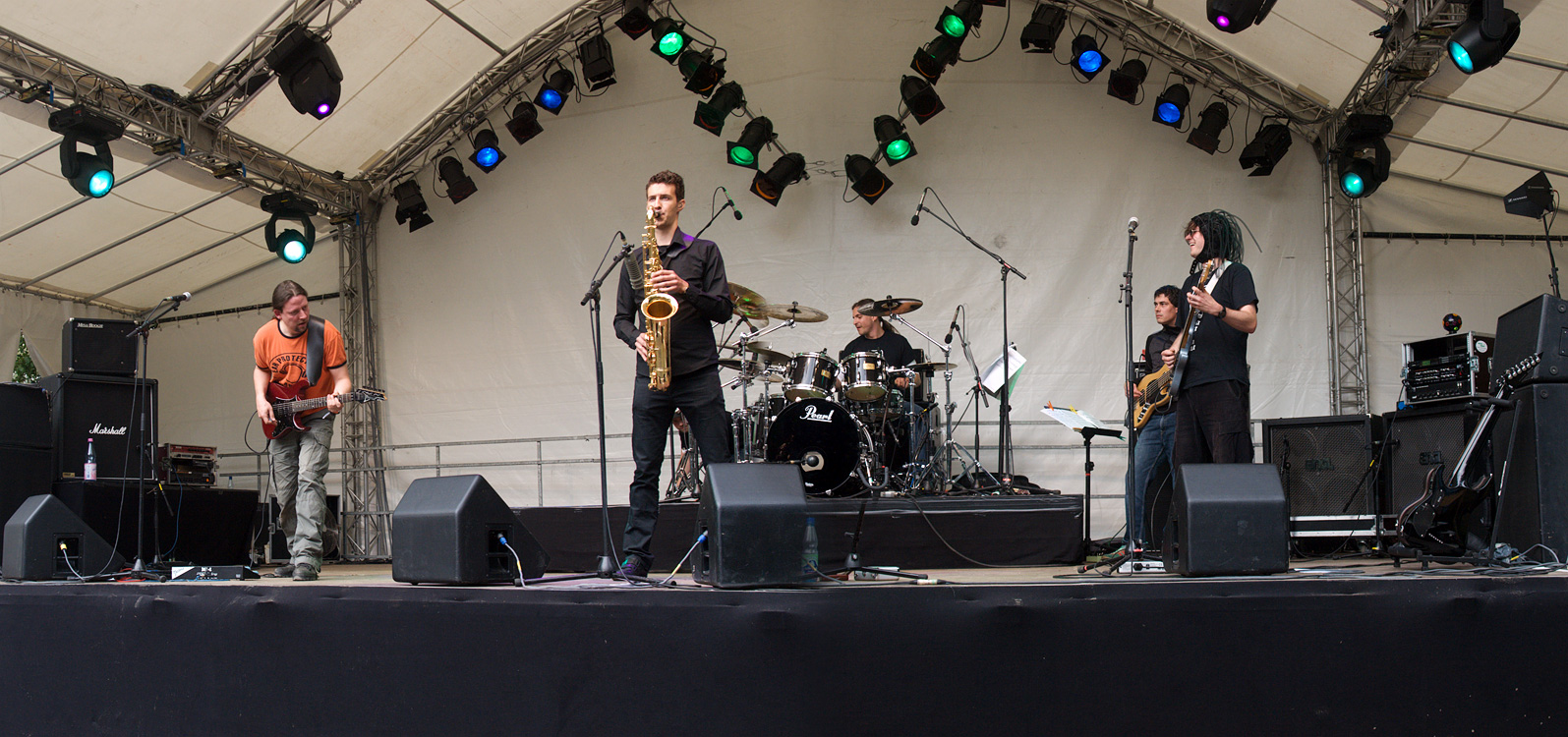
Panzerballett, Offside Festival 2008

Panzerballett ist ein Münchener Quintett unter der Leitung von Gitarrist, Komponist und Arrangeur Jan Zehrfeld, dessen Musikstil sich am ehesten als Jazz-Metal bezeichnen lässt.

## Geschichte
Nach mehreren Jahren der Suche trommelte der studierte Gitarrist und Komponist Jan Zehrfeld im Jahr 2004 einige Musiker zusammen, mit denen er seine Vorstellung von Jazz- und Metal-inspirierter, komplexer Musik umsetzen konnte:
»Ich bin ständig wütend auf etwas. 2004 gründete ich deswegen "Panzerballett". In dieser Band komponiere ich Stücke nach dem Motto "Warum einfach, wenn es schwer geht?". Gleichzeitig kann ich Aggressionen kanalisieren.«
2005 veröffentlichte das Panzerballett getaufte Projekt nach einigen Auftritten auf eigene Faust seine erste, gleichnamige CD, die unter anderem in der deutschen Progressive-Rock-Szene für begeisterte Kritiken sorgte.
In den kommenden Monaten spielte die Band eine Reihe von Konzerten, größtenteils in der Münchener Region, aber auch u. a. im Rahmen des 15. bundesweiten Jazz-Nachwuchsfestivals in Leipzig und beim renommierten Burg-Herzberg-Festival. Außerdem produzierten Panzerballett die Live-DVD Live at Backstage Munich 2006.
Nach mehreren Umbesetzungen wurde die Band 2007 von dem Jazz-Label ACT unter Vertrag genommen und veröffentlichte dort im Februar 2008 ihr zweites Album Starke Stücke, das im Rahmen einer kleinen Deutschlandtournee vorgestellt wurde und im März 2008 Rang 26 der deutschen Jazzcharts erreichte.
Es folgten im Laufe des Jahres 2008 viele Konzerte und Kurzauftritte – unter anderem bei der Zappanale, den Leverkusener Jazztagen (im Vorprogramm von John McLaughlin und Chick Corea; ein knapp 60-minütiger Mitschnitt dieses Auftritts wurde vom WDR in der Reihe Rockpalast gesendet), dem Baltic Prog Fest und dem selbst organisierten "1. Metal Jazz Fest" in München. Auch kürzere Fernsehauftritte (bei arte, 3sat sowie dem WDR) hat die Band absolviert.
Im August 2009 veröffentlichten Panzerballett ihr drittes Album Hart genossen – Von Abba bis Zappa, das im September 2009 den Sprung auf Platz 25 der Jazz-Charts schaffte und von der Schlagzeug-Zeitschrift drums&percussion in der Ausgabe Januar/Februar 2010 zur "Platte des Monats" gekürt wurde. Die Band spielte daraufhin Konzerte und Kurzauftritte in ganz Deutschland (u. a. als Gast der arte Lounge und im on3-Radio).

## Musik

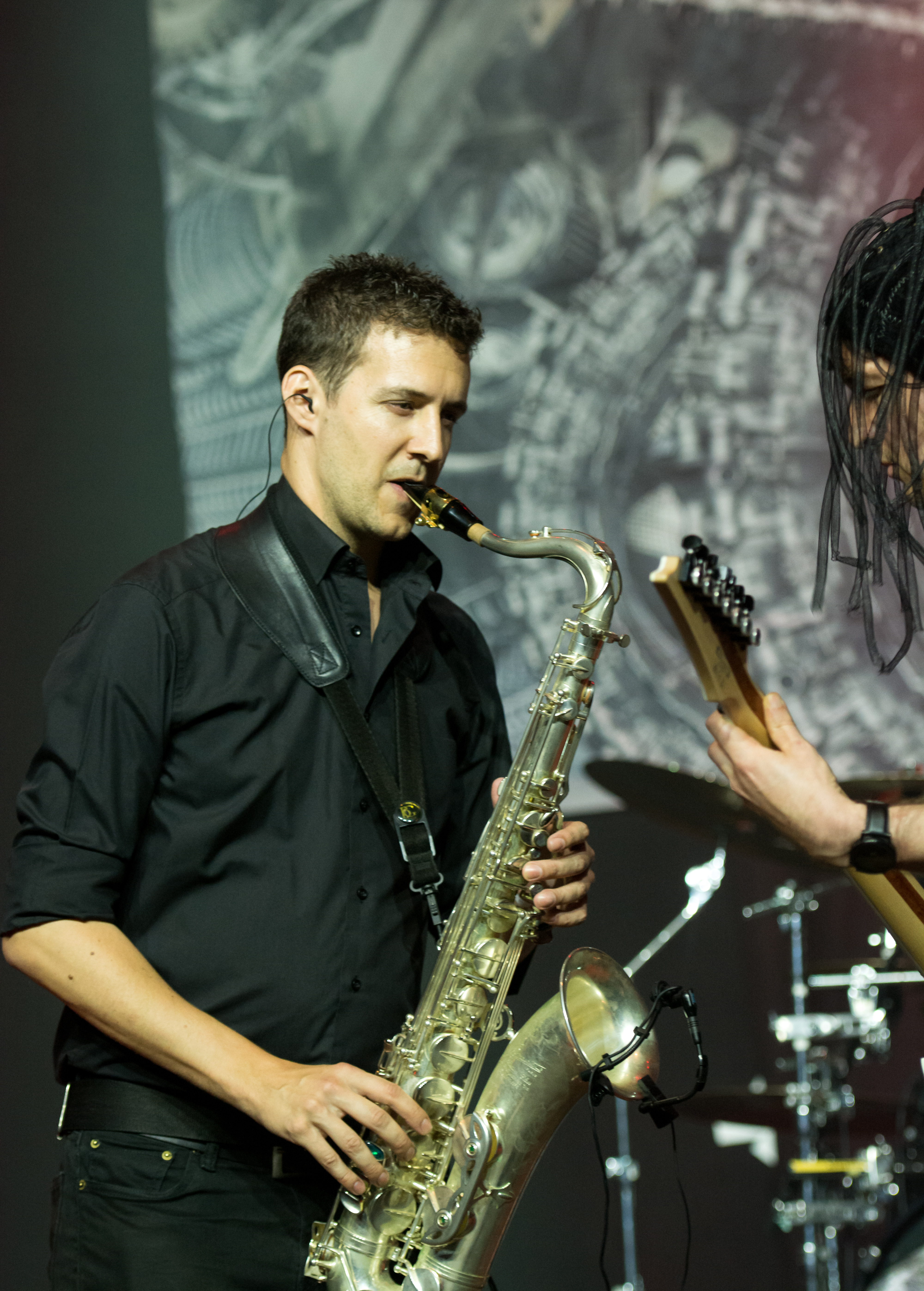
Panzerballett beim Wacken Open Air 2016

Panzerballett spielen sowohl Eigenkompositionen von Gitarrist Zehrfeld als auch seine (stark das Original verfremdenden) Bearbeitungen bekannter Songs aus Rock (zum Beispiel Smoke On The Water von Deep Purple), Pop und Schlager (zum Beispiel Ein bisschen Frieden von Nicole), Jazz (zum Beispiel Birdland von Weather Report) und Soundtrack (zum Beispiel Titelmelodie der Simpsons). Dabei zeigen sich die Musiker von klassischen Jazz- und Funk-Musikern einerseits und harten Progressive-Metal-Bands wie Meshuggah andererseits beeinflusst. Der Songtitel Iron Maiden Voyage (ein Wortspiel mit dem Bandnamen der Metal-Formation Iron Maiden und dem Jazz-Standard Maiden Voyage von Herbie Hancock) verdeutlicht diese Kombination der Stile.
Ein wichtiges Merkmal der Musik von Panzerballett ist die Virtuosität ihrer Darbietung – die studierten und teilweise preisgekrönten Musiker beherrschen ihre Instrumente auf hohem technischen Niveau. Anders wären die hochkomplexen, polyrhythmischen Musikstrukturen der Kompositionen und Bearbeitungen Zehrfelds auch nicht umzusetzen.
Die Zeit schreibt über Panzerballett: »Ihre eigenen Stücke flankieren sie mit einer Reihe von Hardrock-, Jazz- und Entertainment-Gassenhauern, die sie mit der tadellosen Technik an deutschen Hochschulen ausgebildeter Musiker so vorbehaltlos zerschreddern und neu zusammensetzen, dass Wiedererkennungseffekt und Staunen sich die Waage halten«.
Die Band selbst bezeichnet ihre Musik unter anderem als »filigran ineinander verzahnte Funk-Grooves mit brachial harten, rhythmisch komplexen Riffs und Jazzimprovisationen kombiniert« als »Wellness-Death-Jazz« oder auch augenzwinkernd als »wie mit weißglühendem Morgenstern in Omas frischgebackene Rüblitorte«.
Als musikalische Haupteinflüsse und Vorbilder nennt Jan Zehrfeld die Bands Meshuggah (über die er sogar seine Diplomarbeit verfasste), Tribal Tech, Planet X und Mats Morgan.

## Konzerte
Panzerballett sind auch für außergewöhnliche Konzerte bekannt. Der Humor der Band, der auf CD nur angedeutet wird (z. B. durch Song-Titel wie Schmitz Kadtse und Mit weißglühendem Morgenstern in Omas frischgebackene Rüblitorte oder auch die Gesangsstücke mit Conny Kreitmeier, z. B. Zickenterror II), tritt bei ihren Live-Darbietungen stärker zu Tage: besonders Gitarrist Zehrfeld liefert, mit Kabel-Rasta-Perücke und Sonnenbrille bekleidet, eine Bühnenshow mit übertriebener Mimik und Gestik, Tanz- und Hüpfeinlagen sowie ausgelassenem Headbanging. Seine improvisierten Nonsens-Ansagen erinnern hier und da an Helge Schneider.
Im August 2016 trat die Band erstmals beim Wacken Open Air auf.

## Zusammenarbeit mit anderen Künstlern
Mit Panzerballett spielten bislang live und/oder im Studio u. a. Conny Kreitmeier, Mattias Eklundh, Klaus Doldinger, Ulf Wakenius, Nguyên Lê, Peter O’Mara, Okan Ersan, Jen Majura, Trilok Gurtu und Virgil Donati zusammen mit der NDR Bigband.

## Diskografie
- 2005: Panzerballett
- 2007: Live at Backstage Munich 2006 (DVD)
- 2008: Starke Stücke
- 2009: Hart Genossen – Von ABBA bis ZAPPA
- 2012: Tank Goodness
- 2013: Live at Theatron Munich 2013 (DVD)
- 2015: Breaking Brain
- 2017: X-Mas Death Jazz[11]
- 2020: Planet Z[12]
- 2025: Übercode Œuvre